# Megacriodes albinicans
Megacriodes albinicans là một loài bọ cánh cứng trong họ Cerambycidae.